# Dominique Ricard
Pour les articles homonymes, voir Ricard (homonymie).
L'abbé Dominique Ricard  (1741-1803) fut un traducteur français.
Né à Toulouse, il fut professeur de rhétorique au collège d'Auxerre, puis précepteur particulier du fils de Jérôme-Pélagie Masson de Meslay (président à la Chambre des comptes de Paris de 1768 à 1790), dit le président de Meslay. 
On lui doit une traduction des Œuvres de Plutarque : les Œuvres morales parurent de 1783 à 1795, et les Vies des Hommes illustres de 1798 à 1803.

## Source
Marie-Nicolas Bouillet  et Alexis Chassang (dir.), « Dominique Ricard » dans Dictionnaire universel d’histoire et de géographie, 1878 (lire sur Wikisource)